# Al héroe nacional
Al héroe nacional – wiersz autorstwa Cecilio Apóstola z 1898.
Napisany 30 grudnia 1898, ukazał się pierwotnie na łamach El Heraldo de la Revolucion, oficjalnego pisma filipińskiego rządu rewolucyjnego. Poświęcony pamięci José Rizala, powszechnie uznawanego za najważniejszego bohatera narodowego Filipin. Stanowi jeden z wczesnych przejawów jego mitologizacji w literaturze, jako jeden z pierwszych wprowadził motyw idei Rizala, rozsadzającej imperia i jednoczącej Filipińczyków. Wpisuje się zresztą z łatwością w długą tradycję tekstów inspirowanych tym przedwcześnie zgładzonym herosem archipelagu. Z reguły uznawany za jeden z szerzej rozpoznawanych i nowatorskich utworów tego typu. 
Wymieniany wśród najlepszych prac w dorobku Apóstola, niekiedy przypisuje mu się status arcydzieła. Wielokrotnie reprodukowany, został uwzględniony w wydanym już po śmierci twórcy zbiorze poetyckim Pentélicas (1941). Znalazł się również w antologii poezji rizaliańskiej opracowanej z inicjatywy narodowej komisji ds. obchodów stulecia urodzin Rizala (Poesias dedicadas a José Rizal, 1961). Doczekał się licznych tłumaczeń, między innymi na angielski i tagalski. 
Prezydent Manuel Roxas wykorzystał fragment Al héroe nacional w swoim przemówieniu z okazji 50. rocznicy śmierci Rizala, wygłoszonym 30 grudnia 1946 w manilskiej Lunecie.